# 李比希最低量定律
李比希最低量定律，又稱李比希定律或最少定律，是1840年由卡爾·施普倫格爾提出的農業科學理論，隨後由尤斯圖斯·馮·李比希將此理論發揚光大。
此定律指出植物增長並不是由可用資源總量決定的，而是由最缺乏的資源（限制因素）決定的。此定律還適用於生物種群和生態系統模型，用以解釋太陽光或營養等因素造成種群變化之影響。

## 應用
此定律最初應用於植物或作物生長上，人們發現增加供應已充足的營養素並不能促進植物生長。只有通過增加缺乏的營養素（當下最缺乏的），植物或作物的生長才能得到改善。這個現象可以用一句話來概括：“土壤中最豐富的養分與土壤中最缺乏的養分的，其實用性是一樣的。” 或者更通俗地說，“鏈條的強度取決於其最薄弱的環節。”儘管對作物產量限制因素的診斷是一項常見的研究，但此定律現今已遭到了質疑。

### 科學應用
李比希最低量定律已被延伸应用于生物种群研究（并普遍运用于生态系统模型构建）。例如，植物等生物体的生长可能受制于多种不同因素，如太阳辐射或常量营养元素（例如硝酸盐或磷酸盐）。这些因子的可利用性存在差异，使得任一时刻总有一个最限制性因子主导。该定律指出：生物生长速率仅取决于限制性最强的因子。
例如在下述方程中，种群{\displaystyle O}的生长速率是三个米氏方程项的最小值函数，分别对应{\displaystyle I}（光照）、{\displaystyle N}（氮）和{\displaystyle P}（磷）三种限制因子：
{\displaystyle {\frac {dO}{dt}}=O\left(\min \left({\frac {\mu _{I}I}{k_{I}+I}},{\frac {\mu _{N}N}{k_{N}+N}},{\frac {\mu _{P}P}{k_{P}+P}}\right)-m\right)}
该方程的应用范围受限于其他条件不变的稳态假设，且要求各因子间相互作用严格受控。

### 蛋白質營養
在人類營養學中，威廉·卡明·羅斯使用此定律來確認必需氨基酸。並在1931年發表了“高度精製氨基酸之餵養實驗”。藉由對必需氨基酸的了解，素食者們能夠通過攝取各種植物性蛋白質來取得足夠的必需氨基酸，而避免營養不足的情況。 尼文‧S‧斯克里姆紹，花費一生心力試圖解決印度和瓜地馬拉的蛋白質缺乏症。法蘭西斯‧拉佩則於 1971 年出版了 一座小行星的飲食方式 ，該書推廣了使用穀物、豆類和乳製品的來獲取必要的蛋白質。

### 其他應用
近年來李比希最低量定律開始被應用於在自然資源管理中，它推測出依賴於自然資源的市場，其增長受限於最缺乏的資源。而由於地球的自然資源有限，這些市場將被最缺乏的資源給限制住。因此李比希定律鼓勵科學家和自然資源管理者計算基本資源的稀缺性，來遏止長久的資源消耗。
新古典經濟學理論試圖通過應用替代品和新科技來規避資源稀缺性問題。替代品定律指出，當一種資源耗盡時，其價格會上漲，而替代性資源的新市場將會因此上漲的價格而出現，藉以滿足需求。新科技則意味著人類能夠利用新技術來填補資源不完全替代的情況。
雖然正常的市場機制可以決定合適的定價。但這不包括空氣、水等資源，一旦涉及這些資源，將會產生“市場失靈”。這些問題可以通過皮古稅和補貼來解決，例如碳稅。雖然可替代性定律是一個有用的經驗法則，但某些資源可能非常基礎，以至於不存在替代品。例如以撒·艾西莫夫就指出，「我們也許可以用核能代替火力發電，用塑膠代替木材……但對於磷，既沒有替代品，也沒有替換品。」
而如果該必須物質不存在替代品，例如磷，則需要對該資源回收再利用。這可能需要仔細且長期規劃，以及政府干預。例如課徵皮古稅來再分配資源，或為了解決其他市場失靈，采取过度的时间折扣手段。

## 李比希桶

李比希桶

Dobenecks使用了一個木桶來描述李比希最低量定律，這個木桶也被稱為李比希桶。一個由長度不等木板做成的的木桶，其容量受到最短的木板的限制，因此植物的生長也受到最缺少的養分的限制。
如果系統滿足最少定律，那麼植物本身的適應性應會均衡不同因素的比重，也就是將調整自身適應性以補償資源的限制。適應系統就如同李比希桶的桶匠，會設法延長最短木板以提高木桶容量。實際上，在適應良好的系統中，最被限制的資源應該盡可能地被補償。這種被觀察到的現象也遵循資著源競爭和適應性最大化的概念。
至於最少定律悖論則是指，如果我們在人造環境中遵守最小定律，那麼在自然條件下，適應性應該會調整並均衡不同因素的需求，因此我們可以預期到最少定律將不適用。相反的，如果在人造環境中表現出嚴重違反最少定律，那麼我們可以預期在自然條件下，適應性將符合最小定律。而在受限的系統中，生命會隨著之前事物的演化而進行調整。

### 木桶理論（短板效應）
李比希桶的概念被後人引用為管理學上的概念，又被稱為「木桶理論」（Cannikin Law）或「短板效應」，並被人誤傳是勞倫斯·彼得於其著作《彼得原理》中提出的。然而其內容與李比希最低量定律已毫無關聯。

## 生物技術
植物遗传学领域的技术创新例证了如何突破限制因子：通过基因编辑改变物种生物学特性，降低其对最限制性资源的依赖。生物技术进步可使物种突破原有生长限制，直至确立新限制因子，进而通过持续技术创新实现递进式突破。
理论上，在未知的生产力极限之前，技术突破次数不存在上限。这种极限可能出现在技术进步的经济成本超过收益时，或遭遇不可逾越的自然屏障时。需特别指出的是，生物技术本身完全依赖于自然资本的外部供给。